# Dunkirkmax
Dunkirkmax ist eine Größenangabe für Schiffe. Sie bezeichnet die größten Schiffe, die soeben noch die Ostschleusen des Hafens Dünkirchens (englisch: Dunkirk) in Frankreich passieren können, um die dortige Eisenerzanlage zu erreichen. Sie sind bis zu 289 m lang, 45 m breit und haben dabei eine Tragfähigkeit von etwa 175–180.000 Tonnen. Ein Dunkirkmax-Schiff ist daher von den Abmessungen eine Unterart der Kategorie Capesize.